# Metawa Abueljir
Metawa Abueljir (20 de octubre de 1976) es un deportista egipcio que compitió en atletismo adaptado y voleibol adaptado. Ganó cuatro medallas en los Juegos Paralímpicos de Verano entre los años 2000 y 2024.

## Palmarés internacional
| Juegos Paralímpicos | Juegos Paralímpicos   | Juegos Paralímpicos | Juegos Paralímpicos |
| Año                 | Lugar                 | Medalla             | Prueba              |
| ------------------- | --------------------- | ------------------- | ------------------- |
| 2000                | Sídney (Australia)    | Medalla de plata    | Disco F58           |
| 2012                | Londres (Reino Unido) | Medalla de bronce   | Disco F57/58        |

| Juegos Paralímpicos | Juegos Paralímpicos     | Juegos Paralímpicos | Juegos Paralímpicos      |
| Año                 | Lugar                   | Medalla             | Competición              |
| ------------------- | ----------------------- | ------------------- | ------------------------ |
| 2016                | Río de Janeiro (Brasil) | Medalla de bronce   | Torneo masculino sentado |
| 2024                | París (Francia)         | Medalla de bronce   | Torneo masculino sentado |